# Niger (ország)
Niger (franciául: Niger, arabul: النيجر, fula nyelven: Niiser, hausza nyelven: Nijar) hivatalosan a Nigeri Köztársaság (franciául: République du Niger) tengerparttal nem rendelkező ország Nyugat-Afrikában. Egységes állam, amelyet északkeleten Líbia, keleten Csád, délen Nigéria, délnyugaton Benin és Burkina Faso, nyugaton Mali, északnyugaton Algéria határol. Szárazföldi területe csaknem 1 270 000 km², így Csád után Nyugat-Afrika második legnagyobb tengerparttal nem rendelkező országa. Területének több mint 80%-a a Szaharában fekszik. Lakosságának zöme az ország déli és délnyugati részén él. A főváros, Niamey Niger délnyugati sarkában található.
A legkevésbé fejlett országok csoportjában szerepel. Az ország kisebb részét kitevő, nem sivatagi része is az év nagy részében komoly szárazsággal szembesül. A gazdaság a megélhetési mezőgazdaság köré összpontosul, a termékenyebb déli területeken export mezőgazdasággal, valamint a nyersanyagok, köztük az uránérc exportjával. Szárazfölddel körülzárt helyzete, sivatagi éghajlata, születésszabályozás nélküli magas termékenységi aránya és az ebből eredő túlnépesedés miatt fejlődési kihívásokkal néz szembe.
A társadalom egyes etnikai csoportok és régiók önálló történelméből és egy államban élő korszakából merített sokszínűséget tükröz. A 2010-es katonai puccs után Niger demokratikus, többpárti állammá vált, azonban 2023-ban egy újabb puccs súlyos válságot okozott.

## Történelem

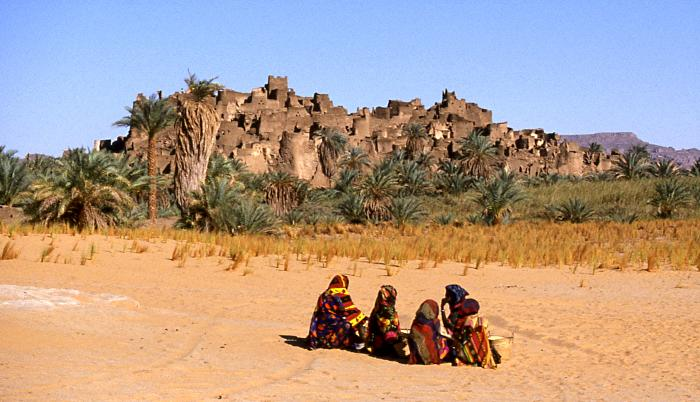
Tubu törzsi nők a Dzsádói-fennsíkon egy régi város romjainál

### A kezdetek
Bár a mai Niger területe a legutóbbi kétezer évben a lakhatatlan Szahara része, a régió valamikor fás, 5-6 ezer éve pedig termékeny füves puszta volt. Állattenyésztő lakói sziklarajzokat hagytak hátra, ezek tanúsága szerint változatos állatvilág, háziasított állatok éltek itt; összetett kultúra alakult ki legkésőbb i. e. 10 000 körül.
Feltételezések alapján i. e. 3000 körül néhány száz év alatt száradt ki a Szahara déli területe.
A Szaharán átvezető ősi útvonalakon a római katonai expedíciók is eljutottak a mai Niger középső részéig. A karavánkereskedelem révén a területről sót, aranyat, elefántcsontot és rabszolgákat vittek a Mediterráneumba.

### Középkor
A 7. századtól az arabok révén terjedt az iszlám szunnita ága. Területét a középkorban is fontos karavánutak szelték át, és több nagy birodalom is kialakult a régióban (Mali, Ghánai).
A Niger folyó mentén a Szongáj Birodalom állt fenn a 9. századtól, az Észak-Nigériával határos terület a 11. századtól Zinder és hausza államok része lett. A Csád-tótól északnyugatra fekvő részek Kanem-Bornu államhoz tartoztak.

### Újkor
A 18-19. században a birodalmak felbomlottak, és Niger mai területe a harcos tuaregek birtoka lett.
A 19. században a tuaregek kapcsolatba kerültek a nyugatiakkal, akkor, amikor az első európaiak – nevezetes közülük a brit Mungo Park és a német Heinrich Bart – felderítették a területet, a Niger folyó forrását keresve. Ekkortól története párhuzamos a többi nyugat-afrikai francia gyarmatéval.
Számos francia expedíció kereste fel a vidéket, majd 1883 és 1899 között katonai erővel meghódították, de csak 1922-re sikerült a tuaregeket teljesen meghódoltatni. 

### 20. század
Az 1901-ben létrehozott Niger Katonai Territórium 1904-ben Francia Nyugat-Afrika része lett, 1922-ben a felső-szenegáli és nigeri területekből megszervezték Niger Gyarmatot a mai Niger területén. Átmenetileg Felső-Volta (ma Burkina Faso) is ehhez a gyarmathoz tartozott 1932 és 1947 között.
Az országban első ízben megtartott választások után, 1958. augusztus 3-án a Francia Közösség autonóm köztársasága lett, majd 1960. augusztus 3-án elnyerte teljes függetlenségét.
1968-ban uránt fedeztek fel Arlit közelében. 1974 és 1979 között az urán ára az ötszörösére nőtt, lehetővé téve néhány ambiciózus projektet, ideértve autópálya építését Agadez és Arlit felé.
Hamani Diori elnök hatalmát 1974-ben Seyni Kountché ezredes megdöntötte. 
Az 1980-as évek elején az uránból származó állami bevételek zuhanni kezdtek, ami megállította az építési lázat. Tragikus hatással járt az 1983. évi szárazság. A történelemben első ízben a Niger folyó kiszáradt.
Ali Saïbou 1987-es hatalomra jutása után anyagi segítséget ígért a tuaregeknek, akiket az 1970-es és 1980-as évek szárazságai nehéz helyzetbe hoztak, mivel állatállományuk jelentős része elhullott. Az ígért segítség azonban elmaradt, így a tuaregek 1992-ben megtámadtak egy rendőrőrsöt. A tuaregek azt is követelték, hogy gyermekeik a saját tamasek nyelvükön tanulhassanak az iskolákban. Ezt brutális kormányzati megtorlás követte, aminek során több százan meghaltak mindkét részről. A tuaregek követelései között autonóm tuareg tartomány létrehozása is szerepel, amit az északi, sivatagos részen hoznának létre. A kormány ezeket a követeléseket nem támogatja, így ez a politikai feszültségforrás napjainkban is fennáll.
Az ideiglenes kormány 1993-ig, az első többpárti választásokig irányította az országot, amikor Mahamane Ousmane lett az ország első hausza államfője.
A demokratikus irányítás rövid életű volt. Ibrahim Bare Mainassara ezredes vezetésével a katonai hunta sikeres puccsot hajtott végre 1996 januárjában. A júliusban tartott választásokat Mainassara nyerte, mivel előtte feloszlatta a független választási bizottságot és az ellenzék vezetőit házi őrizetben tartotta. 
1999-ben, a széles körű sztrájkok és a gazdasági stagnálás során az elnöki gárda parancsnoka meggyilkolta Mainassarát. A puccs vezetője, Daoud Mallam Wanke őrnagy helyreállította a demokráciát, és békés választásokat tartottak 1999 végén. Mamadou Tandja lett megválasztva a szavazatok több mint 59%-ával. A 113 fős ülésen (csak egy női képviselővel) Mamadou koalíciós egyezséget hozott létre Ousmane volt elnök támogatóival.

### 21. század
Az ipar és az infrastruktúra kiépítése külföldi segítséggel zajlik.
Az ország küzd a fennmaradásáért. Még a 2005. évi pusztító élelmiszerválság előtt is Niger az utolsó helyen szerepelt az ENSZ humán fejlettségének indexén, amely a várható élettartamon, a csecsemők halálozásán, az egészséggel és az oktatással kapcsolatos statisztikán alapul. Niger az utolsók között áll az ENSZ emberi szegénységi mutatójában is.
2023. július végén Abdourahmane Tchiani tábornok újabb puccsot hajtott végre az országban és letartóztatta az előző választásokat megnyert Mohamed Bazoumot. A puccsisták mellett franciaellenes és orosz-párti tüntetések is kezdődtek. Egyelőre nem tisztázott, hogy esetleg orosz beavatkozással történt volna a puccs Nigerben.
Franciaország és a Nyugat-afrikai Államok Gazdasági Közössége (ECOWAS) Bazoum visszahelyezését követelték a Tchiani vezette juntától, mivel azonban a tárgyalások elakadtak a puccsistákkal, fennáll a lehetősége annak, hogy a közösség tagállamai és a franciák katonailag lépnek fel Nigerben.
A nigeri katonai hatalomátvétel előtt már Maliban és Burkina Fasóban is puccsokra került sor. A hatalomra került új kormányok Oroszországgal fűzték szorosabbra a kapcsolatukat és szintén fegyveres beavatkozással fenyegettek, amennyiben az új nigeri junta ellen katonailag lépnének fel.

## Földrajz
|  | Niamey Dzsádói- · fennsík Csád-tó N’Djamena Zinder Maradi Agadez Aïr Arlit T é n é r é Hoggar S z a h a r a T · i · b · e · e · s · z · t · i Domborzati térkép |

Szárazföldekkel teljesen körülzárt ország, tengeri kapcsolattal nem rendelkezik. Határainak teljes hossza: 5834 km. Ebből az egyes országokkal az alábbi hosszúságban határos: Algéria 951 km, Benin 277 km, Burkina Faso 622 km, Csád 1196 km, Líbia 342 km, Mali 838 km, Nigéria 1608 km.

### Domborzat
Északkeleten a Dzsádói-fennsík emelkedik, tőle délre-délnyugatra a Tenere található, majd tovább DNy felé az Aïr-masszívum hegyei magasodnak. Az ország területének nagyjából 80%-a homok- és kősivatag, délen azonban a Niger folyó és a Csád-tó mentén termékenyek a talajok.
Az ország legmagasabb pontja a Bagzane (Mont Idoukal-n-Taghès, 2022 m) az Aïr-hegységben.

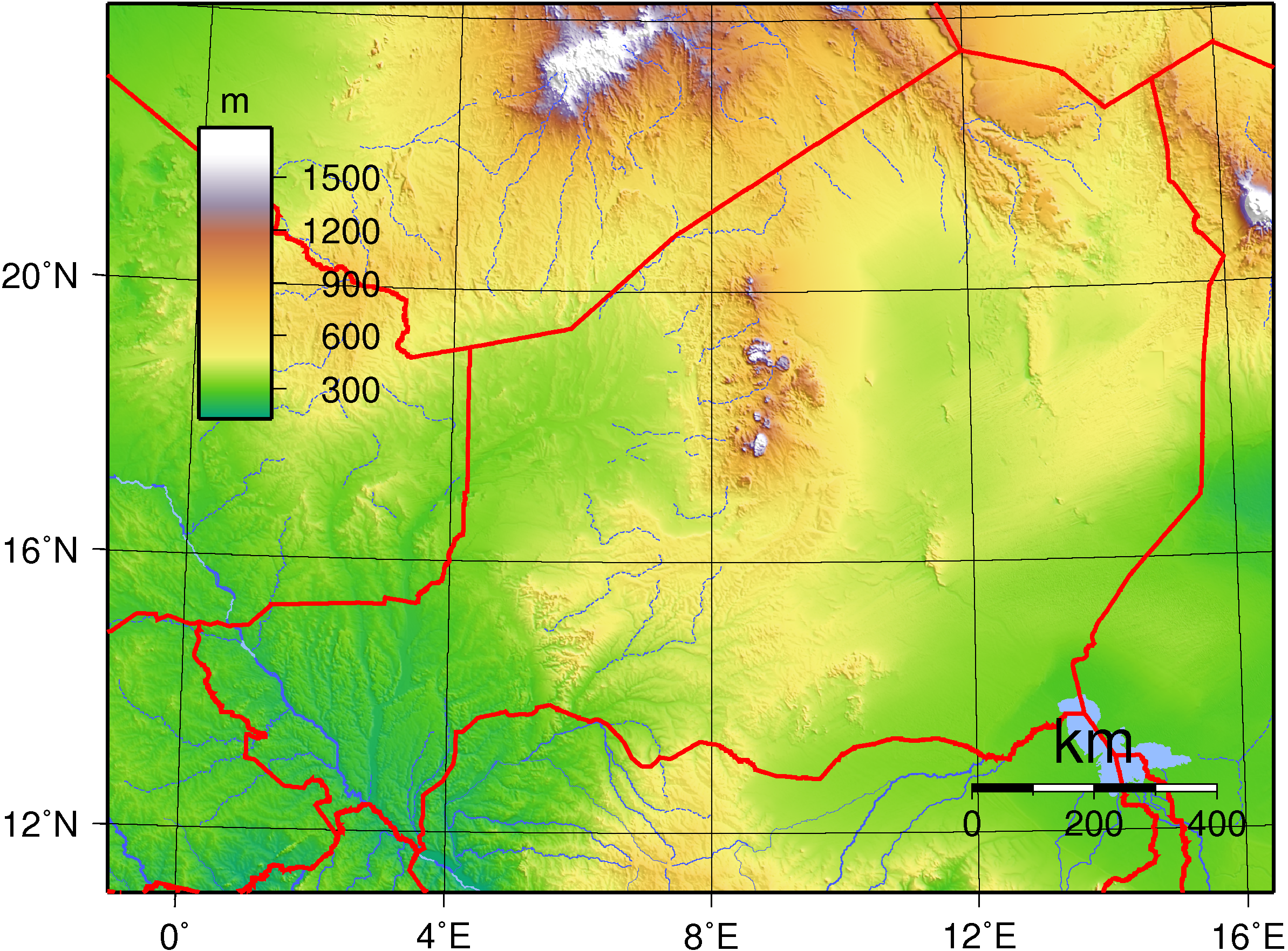
Niger domborzati térképe
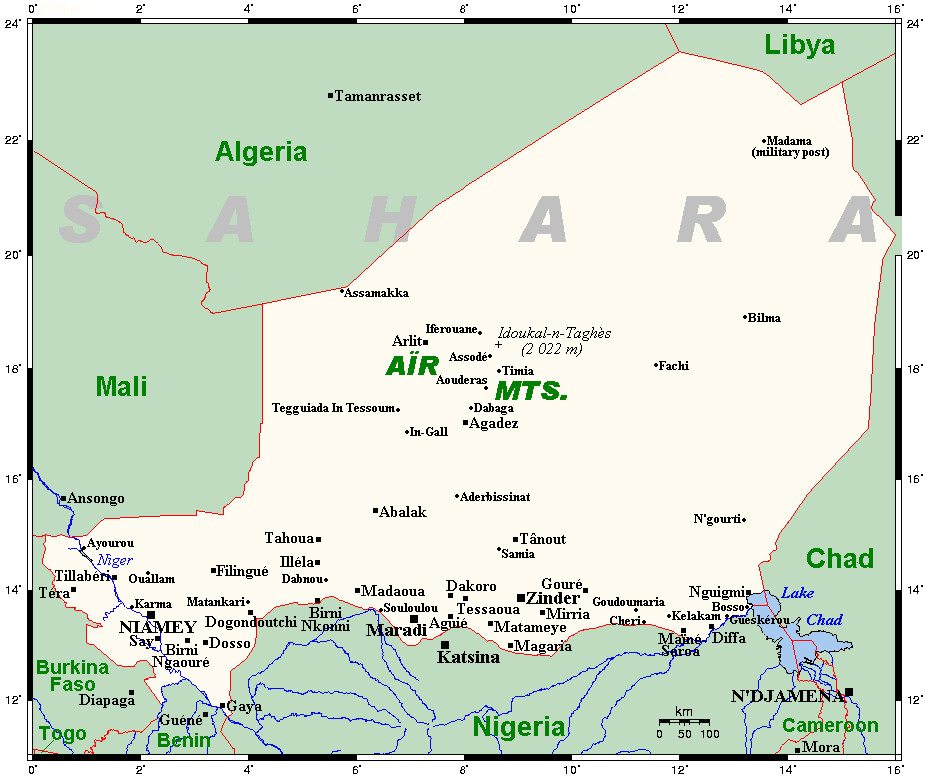
Főbb települések
Éghajlati térkép (angol). piros: trópusi sivatagi, sárga: félszáraz
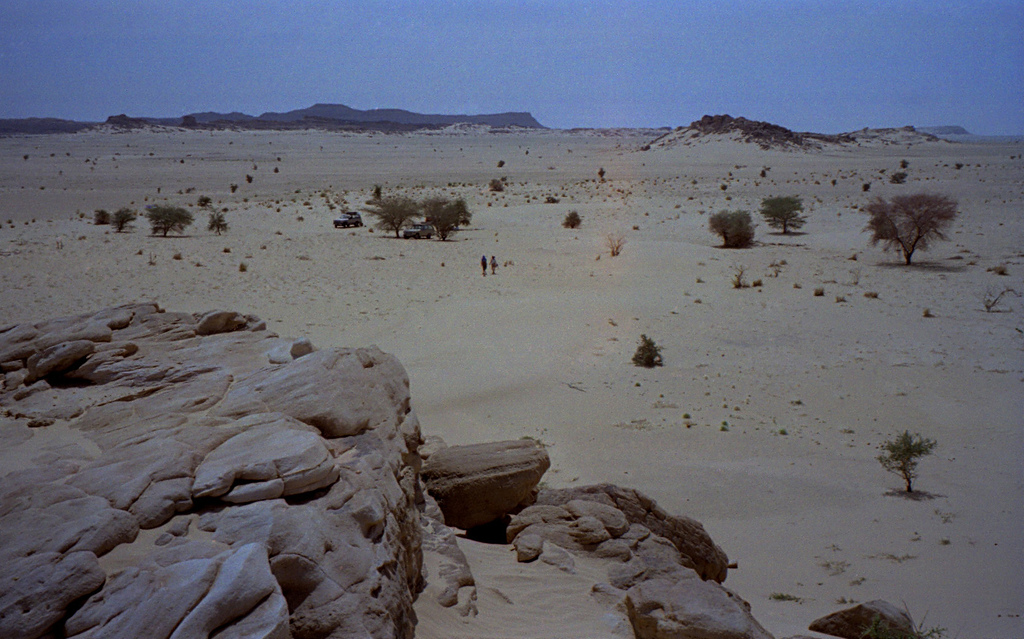
A Szahara Agadez mellett
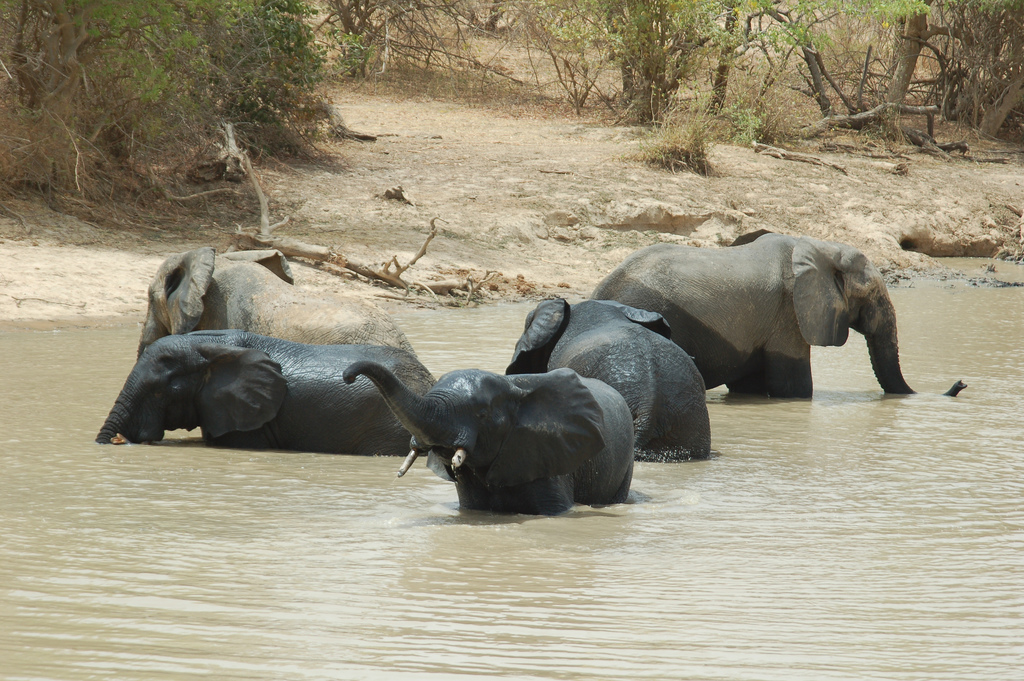
Elefántok fürdőznek a W Nemzeti Parkban
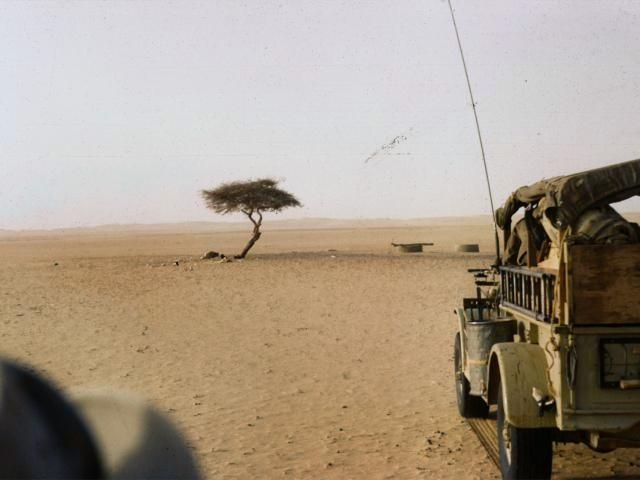
Tenere fája (L'Arbre du Ténéré) a sivatagban

### Vízrajz
Az ország sivatagi területein nincs folyóvíz.
Az ország legfőbb folyója a Niger folyó, amely Sierra Leone és Guinea határán ered, nyugatról keletre áramlik, és Niger előtt áthalad Malin. Az ország délnyugati részén lép be az országba. 4200 km hosszával ez a harmadik leghosszabb folyó a kontinensen, a Nílus és a Kongó után. Fő mellékfolyója a Benue folyó.  Az ország átlépése után Nigériába érkezik, ahol az Atlanti-óceán széles deltájába áramlik. A folyó képezi a külvilággal az export fő csatornáját. Kulcsfontosságú a kereskedelem, a mezőgazdaság, a halászat és az idegenforgalom szempontjából. 
Az ország délkeleti szélén található a Csád-tó, melyen Niger, Csád, Nigéria és Kamerun osztozik.  A Niger folyó mellett a tó biztosítja az ország legtöbb ivóvízét.

### Éghajlat
Északi, nagyobb részén trópusi sivatagi, déli részén száraz szavanna éghajlat uralkodik. 
Dél-Nigerben júniustól októberig tart az esős évszak, az éves csapadék mennyisége csak délen éri el az 500 mm-t, észak felé fokozaton 50 mm alá csökken, sok helyen évente mindössze 20 mm csapadék hullik. Az Aïr évi 50–200 mm csapadékot kap.
Az év nagy részében – a száraz évszakban – a forró, száraz ÉK-i passzát (harmattan) az uralkodó szél. 
Az évi középhőmérséklet (25-28 °C) csekély évi és észak felé növekvő napi ingást mutat. A sivatagban télen ritkán hajnali fagy is előfordul. A legmelegebb hónapok az esős évszak előtt és után vannak 37-42 °C közepes napi csúcsértékkel, 20-23 °C körüli hajnali minimummal.  Niamey-ben a januári középhőmérséklet 24 °C, a júliusi 34 °C.

### Élővilág, természetvédelem
Déli részén az eredetileg elterjedt szárazerdők kipusztultak az égetések és a legeltetés miatt. Helyettük füves területek váltakoznak akáciák és majomkenyérfák alkotta facsoportokkal. Az ország területének zöme félsivatag, sivatag. 
Állatvilágában a főemlősök közül megtalálható a törpe fülesmaki, a barkós cerkóf és a nyílt szavannákon jellegzetes huszármajom. A ragadozókat a sivatagi és homoki róka, a hiénakutya, a gepárd, a párduc képviseli. A madarakból előfordul a strucc, a rózsaszínhátú gödény, az afrikai fakókeselyű és a szürke vércse. Jellemző növényevői az afrikai elefánt, a zsiráf, az óriás lantszarvú antilop és a sörényes kecske.
Nigerben a természetvédelmi területek bonyolult hálózata alakult ki. A legrégebbieket még a francia gyarmati uralom idején jelölték ki. Mindkét nemzeti parkja egyúttal része a természeti világörökségnek.
Az elsivatagosodás Niger legnagyobb környezeti problémája, ami elsősorban a túllegeltetés és az erdőirtás következménye. A problémákhoz hozzáadódik a kvarcban gazdag homok, amely alkalmatlan a magas hozamú növények termesztésére és ami megakadályozza a talaj felső rétegének rögzítését, ezzel fokozza az eróziót.
Az északi öntözési projektek visszahozták az életet a korábban kopár talajba; például Azad falu ma már a fő gyümölcstermelők és szállítmányozók között van, amivel Agadezt látja el.

#### Természeti világörökségei
- Aïr és Ténéré Természeti Rezervátumok. Az Aïr egy hegység a Szaharában, a ténéré közszóként pedig különlegesen kopár sivatagot jelent.
- W Nemzeti Park, kiterjedt szavanna a Niger folyó vidékén, az ország DNy-i csücskén, amely a Beninnel és Burkina Fasóval közösen üzemeltetett W Regionális Park része.

## Államszervezet és közigazgatás

### Niger zászlaja

Niger zászlaja

Niger zászlaja három, egyenlő magasságú, narancs, fehér, zöld színű csíkból áll, a fehér csík közepén  narancsszínű körrel. 

### Alkotmány, államforma

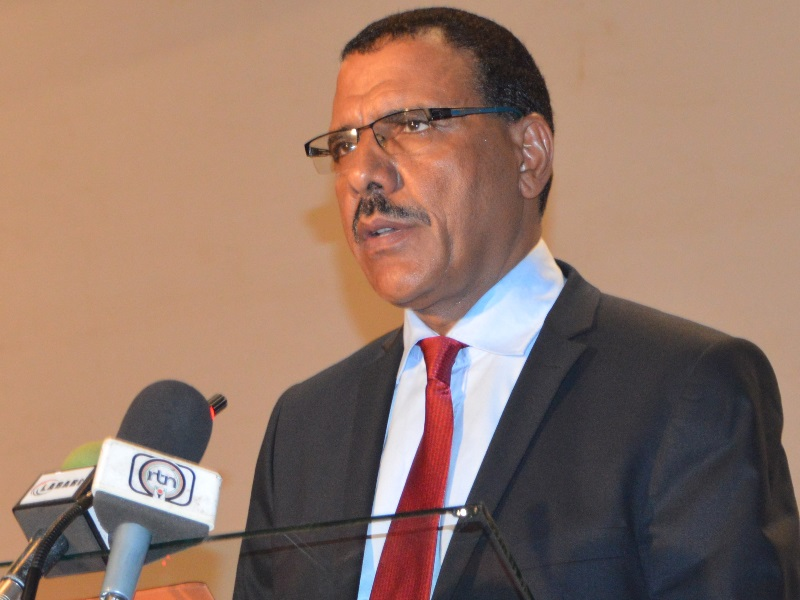
Mohamed Bazoum, az ország megválasztott és nemzetközileg elismert elnöke (2023 augusztusában letartóztatták)

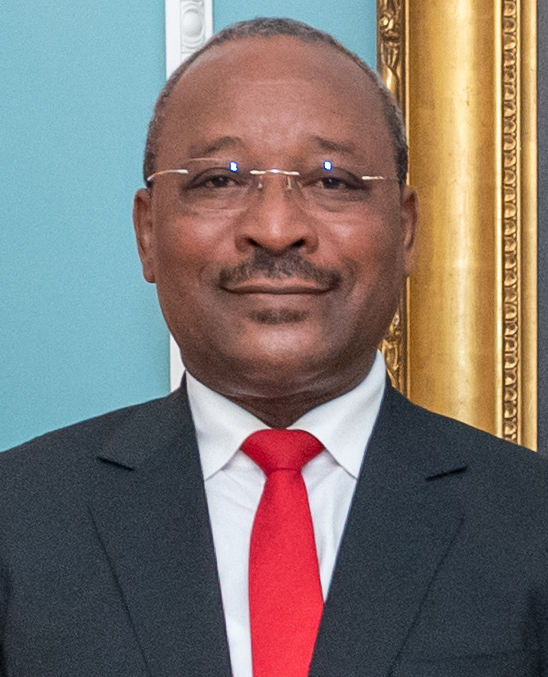
Hassoumi Massoudou, az ország elnöke 2023 augusztusától

Niger politikai és kormányzati rendszerének megszokott működése, ezáltal alkotmányának hatálya is a 2023. július 26-i katonai puccs óta felfüggesztetve van. Az ország rendszerinti államformája félelnöki képviseleti demokratikus köztársaság, ahol a jelenlegi alkotmány 2010. november 25-i elfogadásával jött létre a hetedik köztársaság. Ez az alkotmány visszaállította azt a félelnöki rendszert, amelyet a 2009–2010 között rövid ideig fennállt hatodik köztársaságban elnöki rendszerrel helyettesítettek.
Az ország elnökei:
- 1960. november 10. – 1974. április 15. Hamani Diori
- 1974. április 17. – 1987. november 10. Seyni Kountché
- 1987. november 10. – 1993. április 16. Ali Saïbou
- 1993. április 16. – 1996. január 27. Mahamane Ousmane
- 1996. január 27. – 1999. április 9. Ibrahim Baré Maïnassara
- 1999. április 9. – 1999. december 22. Daouda Malam Wanké
- 1999. december 22. – 2010. február 18. Mamadou Tandja
- 2010. február 18. – 2011. április 7. Salou Djibo
- 2011.  április 7. – 2021. április 2. Mahamadou Issoufou
- 2021. április 2. – 2023. július 26. Mohamed Bazoum
- 2023. július 27. – Hassoumi Massaoudou (de facto Abdourahamane Tchiani)

### Törvényhozás, végrehajtás, igazságszolgáltatás
Bár a 2023. évi katonai puccs óta nem ülésezik, az egykamarás nemzetgyűlés (franciául: Assemblée Nationale) a nigeri alkotmány értelmében az ország törvényhozó szerve. A 2009–2010-es elnöki rendszer idején bemutatott tervek szerint a parlamentet egy szenátus létrehozásával kétkamarásra változtatták volna, ezt a javaslatot azonban elvetették. A népgyűlés 171 képviselőjét ötéves ciklusokra választják két módszerrel. 158 képviselőt többmandátumos választókerületekben pártlistás arányos választási rendszerben a legmagasabb átlagok módszerével, 8 képviselőt az etnikai kisebbségek és 5 képviselőt a külföldön élő nigeriek  képviseletére egymandátumos választórendszerben relatív többségi szavazással választják. A nemzetgyűlés törvényjavaslatokról szavaz, felülírja az elnöki vétót, javaslatot tesz a miniszterelnök személyére, bizalmat szavaz vagy megvon a miniszterelnöktől és vizsgálja a végrehajtó ág működését.
Jogrendszer: kevert rendszer, ami a francia polgári jogon alapul; tartalmaz iszlám törvényeket és szokásjogon alapuló törvényeket is.

### Közigazgatási beosztás
Niger hét megyére (département) és a fővárosra van felosztva (zárójelben a főbb települések szerepelnek):
| Niger megyéi | - Agadez (Agadez, Arlit, Bilma) - Diffa (Diffa, Maïné-Soroa, N'Guigmi) - Dosso (Birni N'Gaouré, Dogon-Doutchi, Dosso, Gaya, Loga) - Maradi (Aguié, Dakoro, Guidan-Roumdji, Madarounfa, Mayahi, Tessaoua) - Tahoua (Birni N'Konni, Bouza, Illéla, Keita, Madaoua, Tahoua, Tchin-Tabaraden) - Tillabéri (Filingué, Ouallam, Say, Téra, Tillabéry) - Zinder (Gouré, Magaria, Matamey, Mirria, Tanout) - Niamey (főváros) |

### Védelmi rendszer
18 év a kötelező vagy önkéntes katonai szolgálat törvényes minimális életkora; a szolgálatra jelentkező férfinak nigeri állampolgárnak kell lennie és nem lehet házas; a szolgálati idő 2 év; nők a hadseregen belül az egészségügyi ellátásban szolgálhatnak. (2017-es adatok)
A nigeri fegyveres erők (FAN) létszámára vonatkozó becslések eltérőek; körülbelül 7000 aktív katona lehet (5500 a hadseregben; 200 a légierőben; és 1500 csendőr); a Nemzeti Gárda létszáma 2500 főre tehető. (2019-es becslés)

### Terrorizmus
- „Iraki iszlám állam” és ash-sham hálózat, Nagy Szahara: célja a törvényes kormány megdöntése és iszlám állam létrehozása. Tevékenysége a Mali-Niger határszakaszra koncentrálódik. Elsősorban a biztonsági erők a célpontjai.
- „Iraki iszlám állam” és ash-sham hálózat (ISIS), Nyugat-Afrika: célja az ISIS által jóváhagyott iszlám törvények érvényesítése; a törvényes kormány megdöntése és iszlám állam létrehozása. Délkeleten tevékenykedik, a nigériai határ mentén. Nigéria északkeleti részén van nagyobb létszámban jelen, és a Csád-tó környezetében. Elsősorban katonai létesítmények a célpontjai, különösen a délkeleti Diffa régióban.
- „al-Mulathamun zászlóalj”:  célja több törvényes afrikai kormány megdöntése  és iszlám állam létrehozása. Működési területe: nigeri katonai és biztonsági erők elleni támadások; „nyugati” civilek foglyul ejtése váltságdíj megszerzése céljából.
- Az al-Kaidához közel álló Jama'at Nusrat al-Islam wal-Muslimin (JNIM): célja iszlám állam létrehozása Mali központtal. Működési területe: Mali északi és központi területei. Célpontok: „nyugati” létesítmények elleni támadások Nyugat-Afrikában és a Szahel-övben. „Nyugati” civileket rabolnak el váltságdíj reményében. Maliban biztonsági és békefenntartó erők ellen hajtanak végre támadásokat.
- Boko Haram: célja egy iszlám kalifátus létrehozása nagyobb afrikai területen. Tevékenységei: emberrablás, robbantás, fegyveres támadás. Több ezer ember erőszakos elköltözéséért felelős; hozzájárul az élelmiszerhiányhoz. Erőszakosan támadja a nyugati társadalmakkal való társadalmi vagy politikai kapcsolatokat; ebbe beletartozik a szavazás, a polgári iskolák és a nyugati öltözékek viselésének ellenzése.

## Demográfia

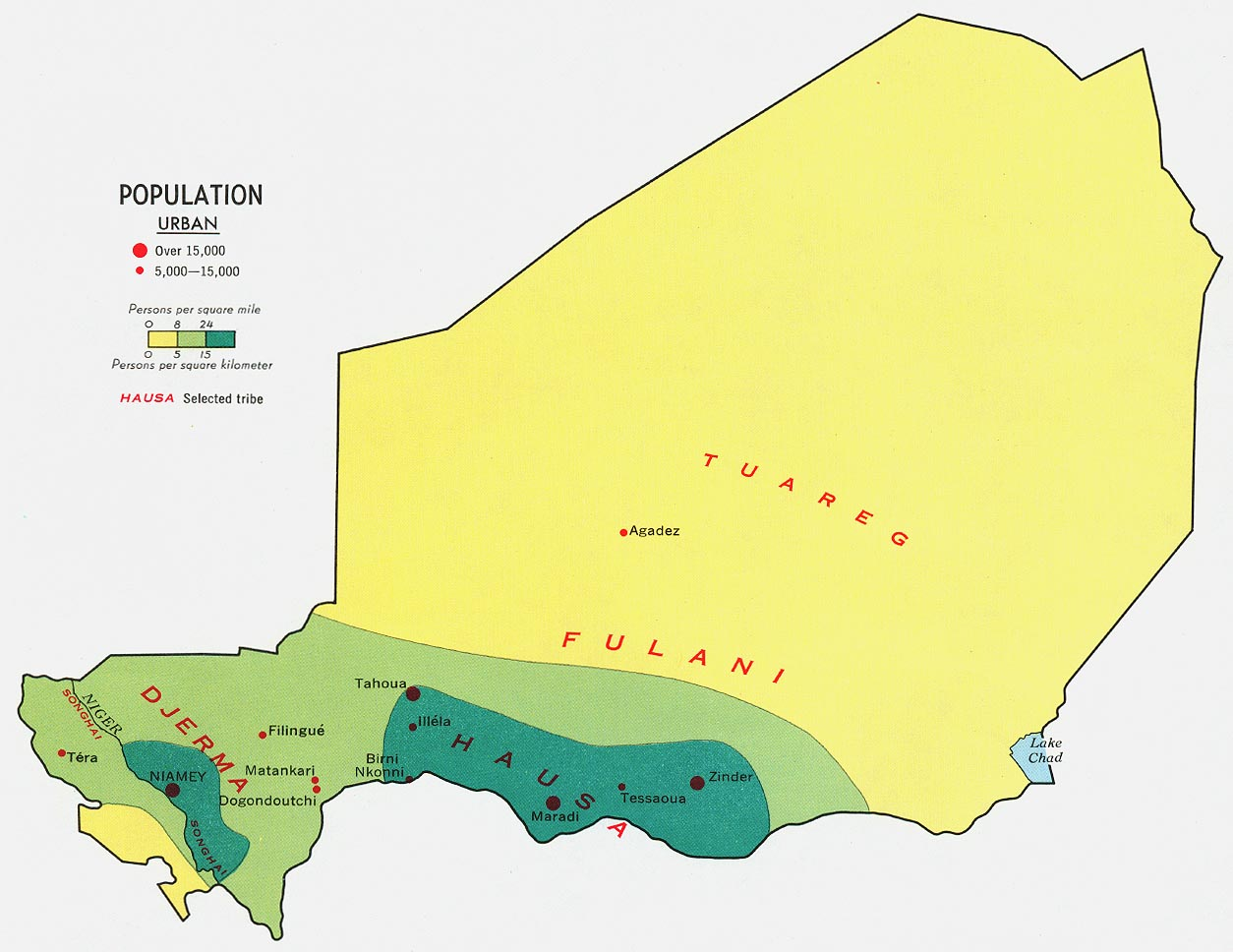
Népsűrűségi térkép (1969) és a fő etnikumok

### Népességváltozás
| Lakosok száma | 3 337 141 | 3 945 602 | 4 664 739 | 5 516 743 | 6 520 599 | 8 004 058 | 9 849 621 | 12 254 040 | 15 302 948 | 21 477 348 |
|               | 1960      | 1966      | 1972      | 1978      | 1984      | 1991      | 1997      | 2003       | 2009       | 2017       |

### Etnikai, nyelvi megoszlás
| Etnikai csoport  | 1988-as népszámlálás | 1988-as népszámlálás | 2001-es népszámlálás | 2001-es népszámlálás | 2021-es népszámlálás | 2021-es népszámlálás | 2021-es népszámlálás |
| Etnikai csoport  | számban              | %-ban                | számban              | %-ban                | számban              | %-ban                |                      |
| ---------------- | -------------------- | -------------------- | -------------------- | -------------------- | -------------------- | -------------------- | -------------------- |
| hausza           | 3 770 927            | 53,0%                | 6 069 731            | 55,4%                | 12 534 662           | 53,1%                |                      |
| zarma - szonghaj | 1 511 341            | 21,2%                | 2 300 874            | 21,0%                | 5 004 423            | 21,2%                |                      |
| tuareg           | 739 202              | 10,4%                | 1 016 883            | 9,3%                 | 2 596 634            | 11,0%                |                      |
| fuláni (fulbe)   | 694 428              | 9,8%                 | 935 517              | 8,5%                 | 1 534 375            | 6,5%                 |                      |
| kanuri           | 316 471              | 4,4%                 | 513 116              | 4,7%                 | 1 392 740            | 5,9%                 |                      |
| gurma            | 19 714               | 0,3%                 | 39 797               | 0,4%                 | 188 846              | 0,8%                 |                      |
| toubou           | 31 403               | 0,4%                 | 42 172               | 0,4%                 | 94 423               | 0,4%                 |                      |
| arab             | 24 178               | 0,3%                 | 40 085               | 0,4%                 | 94 423               | 0,4%                 |                      |
| más              | 12 265               | 0,2%                 | 5951                 | 0,1%                 | 212 451              | 0,9%                 |                      |
| Összesen         | 7 119 929            | 7 119 929            | 10 964 126           | 10 964 126           | 23 605 767           | 23 605 767           | 23 605 767           |

A domináns csoportot kitevő hauszák délen, délnyugaton élnek. A dzserma (zarma) nép délnyugaton él, míg a fulbék az egész országban megtalálhatók. A tuaregek az ország 2/3-át kitevő Szaharában élnek. A beri beri (kanuri) nép délkeleten él.

### Vallási megoszlás
A lakosság túlnyomó része, több mint 98 százaléka muszlim. A muszlim lakosság túlnyomó többsége szunnita. Egyes muszlimok az afrikai animista hitet és gyakorlatokat ötvözik az iszlám gyakorlásával, bár a megfigyelők megjegyzik, hogy ez az elmúlt évtizedekben ez ritkábban fordul elő.
A keresztények, így a római katolikusok, protestánsok és más vallási csoportok (bahái stb.) a lakosság kevesebb mint 2 százalékát teszik ki.

## Gazdaság

### Általános adatok
Niger a világ egyik legkevésbé fejlett országa. Gazdasága főként a mezőgazdaságra épül, amelyen belül kiemelkedő jelentőséggel az önellátást szolgáló gazdálkodás és az állattenyésztés bír. Területe gazdag nyersanyagokban, az ország 2011-ben a világ negyedik legnagyobb uránérc-kitermelője volt. Gyakori problémákat okoznak a természeti csapások (szárazság és árvizek), az elsivatagosodás és a túllegeltetésből származó talajerózió.
Tagja a Nyugat-afrikai Gazdasági és Monetáris Uniónak, pénzneme hét további országgal egyetemben a nyugat-afrikai valutaközösségi frank.

### Gazdasági ágazatok

#### Mezőgazdaság
A mezőgazdaság adja az ország bruttó hazai termékének 39,6%-át, a munkaerő-állomány 80-90%-át foglalkoztatja. Földterületének kis része művelhető: a 2000-es évek elején összterületének 12,3%-a volt szántó (22,7%-a legelő), ennek a zöme az ország déli határvidéke közelében található. A legfontosabb termesztett növények az indiai köles, a cirok, a manióka, a földimogyoró, illetve a Niger folyó völgyében a rizs. A francia gyarmatosítók hagyatéka a gyapottermesztés. A legfontosabb tenyésztett állatok a juh, a kecske és a szarvasmarha. Az öntözött terület 1000 km². Az ország mezőgazdasági területét gyakran sújtja aszály. A csapadék mennyisége nem elégséges és elosztása sem egyenletes, így az ország élelmiszer behozatalra és segélyekre is szorul.

#### Ipar
Arlitban nagy uránbányák vannak. Világviszonylatban jelentős az uránbányászata. Az uránércet helyben dúsítják, majd Franciaországba exportálják.
Vannak foszfát és külszíni szénbányák is.
Fő ágazatok: cement-, tégla- és szappangyártás, textilipar, élelmiszeripar, vegyipar, vágóhidak. 
A főváros kisüzemei textíliákat, bútort, vegyszereket és feldolgozott élelmiszert állítanak elő. Sok más városban is vannak malmok, bőrcserző-műhelyek.

#### Külkereskedelem
Főbb árucikkek :
- Import: élelmiszerek, gépek, járművek és alkatrészek, üzemanyag, gabonafélék
- Export: uránérc, állatállomány, bab, hagyma

Főbb partnerek 2016-ban :
- Import: Franciaország 28,3%, Kína 16,1%, USA 7,8%, Nigéria 5,8%, Thaiföld 5,8%
- Export: Franciaország 31,3%, Thaiföld 11,6% , Malajzia 11,1%, Nigéria 9,5%, Mali 5,6%, Kína 5,3%

## Kultúra

### Kulturális világörökség
- Agadez történelmi központja

### Oktatási rendszer
Nigerben az írástudás aránya a legalacsonyabbak között van a világon; 2005-ben csak 28,7%-ra becsülték. Az általános iskolai oktatás Nigerben hat éven át kötelező. Az általános iskolákba való beiratkozási arány azonban alacsony, különösen a lányok esetében.
Az általános iskolát végzett gyerekek mintegy 60 százaléka fiú, mivel a lányok többsége ritkán jár néhány évnél tovább iskolába. A gyerekeket gyakran kényszerítik dolgozni, így sok nem jut el az iskolába, különösen a mezőgazdasági ültetés vagy a betakarítás idején. Az ország északi részén élő nomád családok gyerekei gyakran egyáltalán nem járnak iskolába.

### Művészetek
Elismert művészeti ág a tuareg ezüstművesség. Nyakláncokat, négyzet alakú amuletteket és díszes ezüst tőröket állítanak elő, továbbá bőr kardmarkolatokat.

#### Népművészet
A kézművesek Zinderben található bőrművei különös figyelmet érdemelnek. Hagyományos tárgyakat állítanak elő, például nyergeket, párnákat és rojtos tasakokat (amelyek a férfiak nyakán lógnak, dohányt vagy pénzt hordnak), valamint modern tárgyakat is, például szandált, hátizsákot és táskát vagy pénztárcát.
Nigerben is egyedinek számítanak a gyönyörű dzserma takarók (a kountasok), amin a mintákat élénk, világos pamut csíkok alkotják.

#### Filmművészet
A Centre Culturel Franco-Nigérien (Rue du Musée) francia, amerikai és afrikai filmeket mutat be. Az American Cultural Center főleg hollywoodi filmeket játszik. 

### Hagyományok, szokások
Gyermekházasságok
Igen magas a gyermekházasságok aránya, az egyik legmagasabb a világon.
Keresztek
Egy muszlim országban a legszokatlanabb tárgyak a stilizált ezüst keresztek, mindegyik bonyolult filigrán mintázattal, amelyek olyan városokat és régiókat jelképeznek, amelyek jelentős tuareg népességgel rendelkeznek. A leghíresebb kereszt a Croix d’Agadez. A tuaregek számára a keresztek erős talizmánok, amelyek védenek a szerencsétlenség és a gonosz szem ellen.
Szükséglet
Fekete-Afrika szintjén és világszinten is itt az egyik legmagasabb a szabadban való ürítés. A 2010-es évek végén az emberek több mint 40%-a a szabadban végzi el kis és nagy dolgait.

### Gasztronómia
Niger hagyományos ételei nem nagyon izgalmasak. A datolya, a joghurt, a rizs és a birka a szokásos északi ételek a tuaregek körében, míg a rizs mártással a leggyakoribb déli étel. Az éttermek standard fogása a grillezett hal vagy csirke hasábburgonyával, marhahúsleves és rizs. A kuszkusz és a ragu szintén népszerű. Niamey Niger legjobb éttermeivel büszkélkedhet kínai, francia, olasz és japán ételekkel.

## Közlekedés

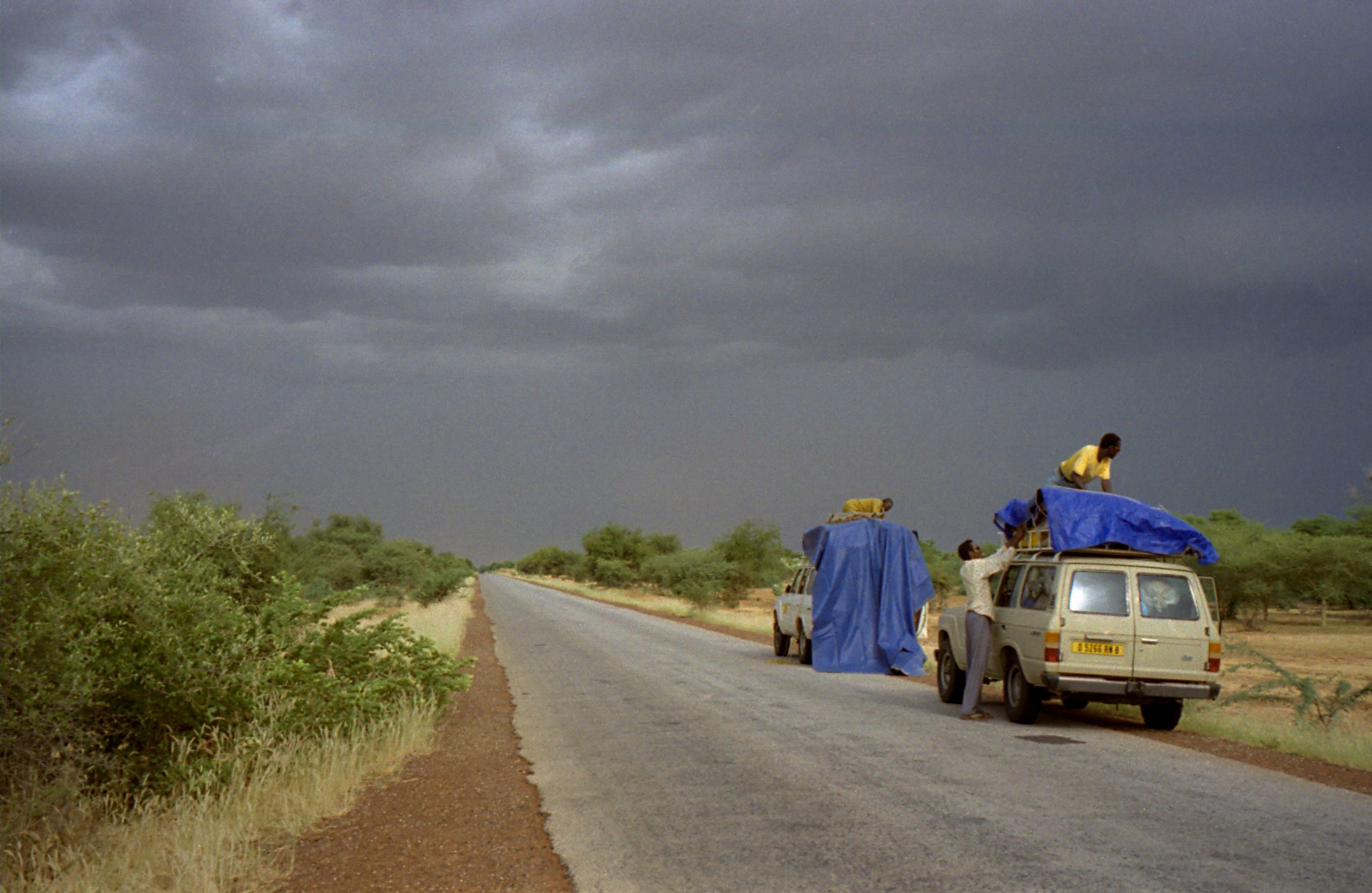
Út az ország DNy-i részén

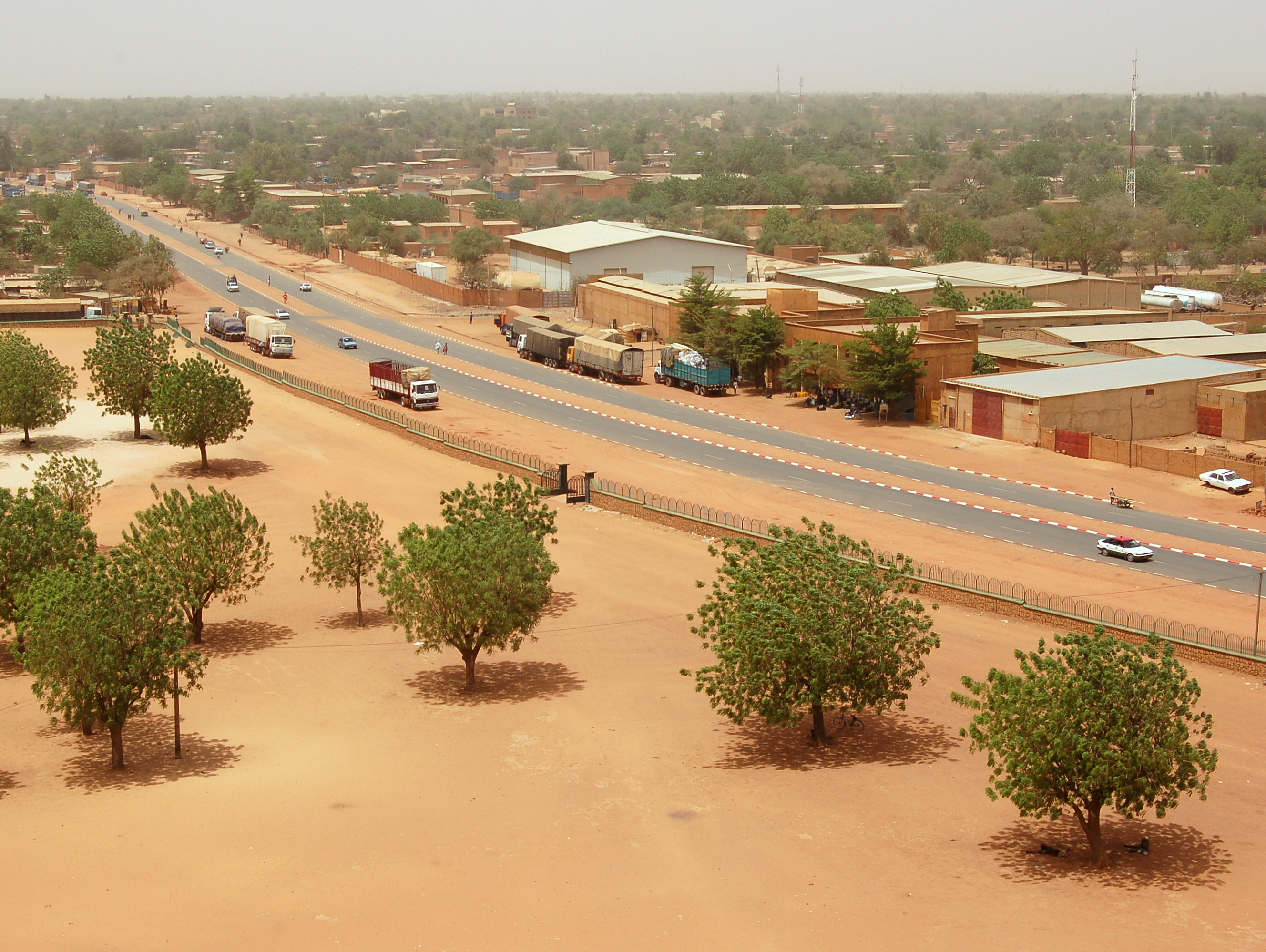
Főút Niameyben, Blvd. Mali Bero

### Vasúti
Rendszeres vasúti közlekedés nincs az országban. Egyetlen vasúti vonala Niamey és Dosso között létesült, ami egy 143 km hosszúságú szakasz.

### Közúti
A közúthálózat hossza 18 949 km, ebből 3912 km szilárd burkolatú. Az ország lakott részei felé rendszeres buszközlekedés van. Az egyetlen autópálya Niamey-től keleti irányban halad.

### Légi
Fő repülőtere a Diori Hamani.  A repülőterek száma 9.

### Vízi
A Niger folyó 300 km-nyi szakasza (azaz az országon átfolyó része) szeptember és március között hajózható.

## Telekommunikáció
| Hívójel prefix | 5U |
| ITU zóna       | 46 |
| CQ zóna        | 35 |

## Turizmus
Az országba való beutazáshoz külföldieknek vízum szükséges (kivételnek számítanak Nyugat-Afrika lakosai).
Decembertől februárig van egy hűvösebb és szárazabb időszak, ekkor érdemes az országba látogatni. Hátrány az ugyanekkor jelentkező sivatagi szél, a harmattan, ami csökkenti a látótávolságot. Márciustól júniusig az északi területeken akár 45°C is lehet a hőmérséklet, ami lehetetlenné teszi a sivatagi kirándulásokat.
A csapvíz teljesen biztonságosan fogyasztható, hasonlóképpen az általában gyerekek által árusított hűtött, palackos víz is.
Mint a legtöbb nagyvárosban, itt is kerülendő az esti, magányos séta az elhagyatott, sötét utcákon, illetve az értékes tárgyak nyilvános viselése.
Mivel muszlim országról van szó, női turisták számára nem tanácsos rövid nadrág és trikó viselése, mert ez érzéketlenséget fejez ki.

### Főbb látnivalók
- W Nemzeti Park
- Niamey: a Grand Marché
- Zinder piacnapokon
- Agadez agyagmecsete, kilátással a Szahara felé és a Vieux Quartier
- A Gerewol ceremónia Agadez régiójában
- Aïr-hegység
- Ayorou: piac és hajókirándulás
- Kouré: zsiráfpopuláció
- Plateau du Djado: citadella

## Sport
A birkózás amolyan nemzeti sport, ami több nigériai kulturális elemet magában foglal. Viszonylag ritkán látható. Helyszínek: Stade de la Lutte Traditionelle (Blvd de Mali Bero), és a Centre Culturel Oumara Ganda (Ave de l’Islam).
A teveverseny egy kedvelt tuareg sportág. A szokásos gyakorlat szerint a bajnok egy nő indigó színű sáljával a sivatagba indul. A versenyzők őt üldözik, és aki sikeresen elragadja a sálat, az nyer. A verseny alatt a nők a legjobb ezüst ékszereiket viselik, és üdvözlik a célba érkező tevegelőket, közben énekelnek és tapsolnak a dobolás ütemére.

## Média
Az állami rádió-televízió:
- Télé Sahel
- Radio Sahel

Ezenkívül, van a TAL TV és a Radio télévision Ténéré.

## Ünnepek
| Dátum          | Ünnep                                            |
| -------------- | ------------------------------------------------ |
| Január 1.      | Újév                                             |
| Január 10.     | Tabaske (Mártírok napja)                         |
| Április 11.    | Mouloud (Maulid) (Mohamed próféta születésnapja) |
| Április 17.    | Húsvéthétfő                                      |
| Április 24.    | Concord-nap                                      |
| Május 1.       | A munka ünnepe                                   |
| Augusztus 3.   | A függetlenség napja                             |
| Október 22–24. | Eid al-Fitr (a ramadán vége)                     |
| December 18.   | A köztársaság napja                              |
| December 25.   | Karácsony                                        |